# Чемпионат России по лёгкой атлетике в помещении 2000
Чемпионат России по лёгкой атлетике в помещении 2000 года прошёл 4—6 февраля в Волгограде в манеже ВГАФКа. Соревнования являлись отборочными в сборную России на чемпионат Европы в помещении, прошедший 25—27 февраля в бельгийском Генте. В турнире приняли участие около 700 спортсменов. На протяжении 3 дней было разыграно 28 комплектов медалей.
Чемпионат России по многоборьям в помещении 2000 проводился отдельно 18—20 февраля в Челябинске.

## Соревнования
Новый рекорд России в помещении установила в прыжке с шестом у женщин 18-летняя Елена Исинбаева. С первой попытки она взяла высоту 4,45 м и тем самым улучшила свой лучший результат в карьере сразу на 15 см. Данный результат стал также новым мировым рекордом среди юниоров (до 20 лет).
Отличную серию результатов в зимнем сезоне 2000 года продолжил Виталий Шкурлатов в прыжке в длину, ставший чемпионом страны с попыткой на 8,15 м. Для Виталия этот старт стал четвёртым подряд, на котором он преодолевает 8-метровый рубеж. Ранее в январе он показал лучшие результаты сезона в мире: 8,18 м, 8,30 м, 8,38 м.
Лучшее время в мировом сезоне на дистанции 1500 метров показала Ольга Кузнецова, лидировавшая большую часть дистанции — 4.05,44. У финишировавшей следом Юлии Косенковой — личный рекорд и второе место в мировом рейтинге (4.06,07).
Свой класс подтвердила в секторе для толкания ядра лидер сезона Лариса Пелешенко, в отсутствие освобождённой от отбора Светланы Кривелёвой не испытавшая серьёзных проблем в завоевании звания чемпионки России — 19,51 м.
Лидером мирового сезона стала победительница в беге на 3000 метров 38-летняя Любовь Кремлёва — 8.51,40. Ближайшую соперницу она опередила более чем на 3 секунды.
Победу с личным рекордом и вторым результатом сезона одержала в тройном прыжке Татьяна Лебедева — 14,75 м. Эта победа стала первой для спортсменки на национальных чемпионатах в помещении.

## Медалисты

### Мужчины
| Дисциплина             | Золото                                                                             | Золото  | Серебро                                  | Серебро | Бронза                                                   | Бронза  |
| ---------------------- | ---------------------------------------------------------------------------------- | ------- | ---------------------------------------- | ------- | -------------------------------------------------------- | ------- |
| 60 м                   | Валерий Кирдяшёв Волгоградская область                                             | 6,74    | Дмитрий Васильев Нижегородская область   | 6,74    | Сергей Бычков Омская область                             | 6,79    |
| 200 м                  | Валерий Кирдяшёв Волгоградская область                                             | 21,59   | Сергей Бычков Омская область             | 21,66   | Антон Галкин Санкт-Петербург                             | 21,92   |
| 400 м                  | Андрей Семёнов Санкт-Петербург                                                     | 47,11   | Борис Горбань Москва                     | 47,45   | Дмитрий Головастов Москва                                | 47,63   |
| 800 м                  | Сергей Кожевников Москва Рязанская область                                         | 1.48,60 | Дмитрий Богданов Санкт-Петербург         | 1.48,87 | Борис Кавешников Свердловская область Московская область | 1.49,29 |
| 1500 м                 | Вячеслав Шабунин Москва                                                            | 3.47,14 | Антон Бочкарёв Москва                    | 3.48,51 | Андрей Рязанов Курганская область                        | 3.49,19 |
| 3000 м                 | Сергей Дрыгин Москва                                                               | 8.03,05 | Михаил Егинов Москва Ярославская область | 8.03,71 | Сергей Емельянов Чувашия                                 | 8.04,28 |
| 3000 м с препятствиями | Роман Усов Курская область                                                         | 8.37,72 | Андрей Королёв Пензенская область        | 8.39,34 | Андрей Ольшанский Волгоградская область                  | 8.40,65 |
| 60 м с барьерами       | Андрей Кислых Кемеровская область                                                  | 7,70    | Евгений Печёнкин Новосибирская область   | 7,86    | Ярослав Фёдоров Тульская область                         | 7,87    |
| Прыжок в высоту        | Пётр Брайко Санкт-Петербург                                                        | 2,25 м  | Алексей Крысин Челябинская область       | 2,25 м  | Игорь Сухарев Тульская область                           | 2,20 м  |
| Прыжок с шестом        | Вадим Строгалёв Москва                                                             | 5,65 м  | Василий Горшков Москва                   | 5,55 м  | Радион Гатауллин Санкт-Петербург                         | 5,55 м  |
| Прыжок в длину         | Виталий Шкурлатов Волгоградская область                                            | 8,15 м  | Сергей Новожилов Пермская область        | 7,82 м  | Данил Буркеня Москва                                     | 7,80 м  |
| Тройной прыжок         | Игорь Спасовходский Москва                                                         | 16,86 м | Сергей Кочкин Самарская область          | 16,65 м | Виктор Гущинский Красноярский край                       | 16,56 м |
| Толкание ядра          | Сергей Ляхов Москва                                                                | 18,33 м | Александр Сальников Татарстан            | 18,25 м | Владимир Луковкин Ростовская область                     | 18,11 м |
| Эстафета 4×200 м       | Нижегородская область Дмитрий Васильев Алексей Коконин Сергей Блинов Сергей Бабаев | 1.27,54 |                                          |         |                                                          |         |

### Женщины
| Дисциплина             | Золото                                                                                       | Золото  | Серебро                                   | Серебро | Бронза                                   | Бронза  |
| ---------------------- | -------------------------------------------------------------------------------------------- | ------- | ----------------------------------------- | ------- | ---------------------------------------- | ------- |
| 60 м                   | Наталья Игнатова Брянская область                                                            | 7,30    | Марина Кислова Санкт-Петербург            | 7,34    | Ирина Хабарова Свердловская область      | 7,34    |
| 200 м                  | Ирина Хабарова Свердловская область                                                          | 23,30   | Екатерина Лещёва Волгоградская область    | 23,41   | Елена Анисимова Ульяновская область      | 23,96   |
| 400 м                  | Ирина Росихина Ростовская область                                                            | 52,34   | Светлана Гончаренко Ставропольский край   | 52,70   | Светлана Поспелова Санкт-Петербург       | 52,87   |
| 800 м                  | Юлия Косенкова Омская область                                                                | 2.02,78 | Ольга Кузнецова Москва                    | 2.03,01 | Екатерина Федотова Волгоградская область | 2.03,07 |
| 1500 м                 | Ольга Кузнецова Москва                                                                       | 4.05,44 | Юлия Косенкова Омская область             | 4.06,07 | Татьяна Лисниченко Свердловская область  | 4.12,40 |
| 3000 м                 | Любовь Кремлёва Московская область                                                           | 8.51,40 | Ольга Чурбанова Свердловская область      | 8.54,53 | Юлия Винокурова Пензенская область       | 9.18,61 |
| 2000 м с препятствиями | Светлана Бердышева Москва Удмуртия                                                           | 6.17,31 | Екатерина Волкова Курская область         | 6.17,95 | Марина Плужникова Нижегородская область  | 6.27,93 |
| 60 м с барьерами       | Юлия Граудынь Москва                                                                         | 8,14    | Наталья Шеходанова Красноярский край      | 8,15    | Татьяна Мурзакова Москва                 | 8,28    |
| Прыжок в высоту        | Виктория Серёгина Приморский край                                                            | 1,92 м  | Ольга Калитурина Москва Рязанская область | 1,92 м  | Елена Гуляева Москва                     | 1,92 м  |
| Прыжок с шестом        | Елена Исинбаева Волгоградская область                                                        | 4,45 м  | Елена Белякова Москва                     | 4,35 м  | Алла Чечелева Москва Краснодарский край  | 4,10 м  |
| Прыжок в длину         | Татьяна Тер-Месробьян Санкт-Петербург                                                        | 6,68 м  | Инна Ивлева Самарская область             | 6,43 м  | Мария Сокова Московская область          | 6,33 м  |
| Тройной прыжок         | Татьяна Лебедева Волгоградская область                                                       | 14,75 м | Оксана Рогова Тамбовская область          | 14,18 м | Мария Сокова Московская область          | 13,86 м |
| Толкание ядра          | Лариса Пелешенко Санкт-Петербург                                                             | 19,51 м | Людмила Сечко Санкт-Петербург             | 18,55 м | Анна Романова Брянская область           | 18,26 м |
| Эстафета 4×200 м       | Свердловская область Маргарита Конойко Ирина Хабарова Наталья Михайловская Ольга Голендухина | 1.37,71 |                                           |         |                                          |         |

## Чемпионат России по многоборьям
Чемпионы страны в мужском семиборье и женском пятиборье определились 18—20 февраля 2000 года в Челябинске в манеже Уральской академии физической культуры. Лучший результат сезона в мире у женщин показала Дина Корицкая, установившая личный рекорд — 4665 очков.

### Мужчины
| Дисциплина | Золото                         | Золото     | Серебро                     | Серебро   | Бронза                            | Бронза     |
| ---------- | ------------------------------ | ---------- | --------------------------- | --------- | --------------------------------- | ---------- |
| Семиборье  | Дмитрий Иванов Санкт-Петербург | 5917 очков | Николай Афанасьев Татарстан | 5692 очка | Роман Разбейко Ростовская область | 5614 очков |

### Женщины
| Дисциплина | Золото                           | Золото     | Серебро                               | Серебро    | Бронза                                 | Бронза     |
| ---------- | -------------------------------- | ---------- | ------------------------------------- | ---------- | -------------------------------------- | ---------- |
| Пятиборье  | Дина Корицкая Краснодарский край | 4665 очков | Ирина Тюхай Чувашия Красноярский край | 4520 очков | Татьяна Гордеева Волгоградская область | 4506 очков |

## Состав сборной России для участия в чемпионате Европы
По итогам чемпионата и с учётом выполнения необходимых нормативов, в состав сборной для участия в чемпионате Европы в помещении в бельгийском Генте вошли:
Мужчины
60 м: Валерий Кирдяшёв, Дмитрий Васильев, Сергей Бычков.

200 м: Валерий Кирдяшёв.

400 м: Андрей Семёнов, Борис Горбань, Руслан Мащенко.

Эстафета 4х400 м: Андрей Семёнов, Борис Горбань, Дмитрий Головастов, Руслан Мащенко, Олег Ковалёв.

800 м: Юрий Борзаковский — имел освобождение от отбора, Сергей Кожевников, Дмитрий Богданов.

1500 м: Вячеслав Шабунин.

3000 м: Сергей Дрыгин.

60 м с барьерами: Андрей Кислых.

Прыжок в высоту: Вячеслав Воронин — имел освобождение от отбора, Пётр Брайко, Алексей Крысин.

Прыжок с шестом: Вадим Строгалёв.

Прыжок в длину: Виталий Шкурлатов.

Тройной прыжок: Геннадий Марков — имел освобождение от отбора, Игорь Спасовходский, Сергей Кочкин.

Толкание ядра: Сергей Ляхов.
Женщины
60 м: Наталья Игнатова — позднее снялась с соревнований, Марина Кислова.

200 м: Ирина Хабарова, Екатерина Лещёва, Наталья Воронова.

400 м: Наталья Назарова — имела освобождение от отбора, Ирина Росихина, Светлана Поспелова.

Эстафета 4х400 м: Наталья Назарова, Ирина Росихина, Светлана Поспелова, Юлия Сотникова, Олеся Зыкина.

800 м: Наталья Цыганова — имела освобождение от отбора.

1500 м: Ольга Кузнецова, Юлия Косенкова, Любовь Кремлёва.

3000 м: Ольга Егорова — имела освобождение от отбора.

60 м с барьерами: Юлия Граудынь.

Прыжок в высоту: Виктория Серёгина, Ольга Калитурина, Виктория Сливка.

Прыжок с шестом: Елена Исинбаева, Елена Белякова, Светлана Феофанова.

Прыжок в длину: Ольга Рублёва — имела освобождение от отбора, Татьяна Тер-Месробьян.

Тройной прыжок: Татьяна Лебедева, Оксана Рогова.

Толкание ядра: Светлана Кривелёва — имела освобождение от отбора, Лариса Пелешенко, Людмила Сечко.

Пятиборье: Елена Прохорова, Ирина Вострикова.